# 穆恩·里巴斯
穆恩·里巴斯（Moon Ribas，1985年5月24日—）是西班牙前衛藝術家和賽博格藝術家，以在腳上開發和植入線上地震傳感器而聞名，使她能夠通過振動感受到地震。
自2007年以來，國際媒體將她形容為世界上第一位女改造人或世界上第一位女賽博格藝術家。
她是賽博格基金會的聯合創始人，該組織鼓勵人類成為改造人並作為一種藝術運動來推廣賽博格，也是透明組織協會（Transpecies Society）的聯合創始人，該協會援助非人類身分的人，並提供該社群中新感官與器官的發展。
她的編舞作品是基於增加新感官及擴展感知能力的舞者所感受到並將之表現出來的表演。

## 生涯與作品
穆恩·里巴斯（Moon Ribas）在馬塔羅長大，並在18歲時移居英國，在那裡她學習了實驗舞蹈，並在達汀頓美術學院（英格蘭）和SNDO戲劇學校（阿姆斯特丹）的運動研究專業獲得了舞蹈設計學位。在她在學期間，她開始通過將科技應用於她的身體來探索感覺延伸的可能性。

### 地震感 (Seismic Sense)
2013年，穆恩開發了一種傳感器，其在地震發生時會隨之振動，該傳感器永久固定在肘部，根據每次地震的強度會產生不同程度的振動，並無線連接到線上地震儀，這意味著無論身在何處，她都可以感受到來自世界各地的地震。
自2013年3月起，穆恩便永久佩戴該傳感器，並利用她的地震感來創作舞蹈作品。
「等待地震(Waiting for Earthquakes)」是舞者的獨舞表演，舞者站著不動直到感覺到地震，舞蹈的編排取決於表演過程中感覺到的地震，舞者的動作強度取決於每次地震的震級（可以從芮氏地震規模1.0中感受到），如果表演期間沒有地震，舞者將不會跳舞。
該作品於2013年3月28日在巴塞隆那Nau Ivanow首演。

### 萬花筒視覺 (Kaleidoscopic Vision)
穆恩的第一個感官實驗是在2007年，當時她製作並戴了一副萬花筒眼鏡三個月。
眼鏡只讓她看到顏色，沒有形狀，缺乏形狀感知能力不僅增加了她對顏色的辨識力，而且增加了她對運動的感知，她的視野中任何顏色的輕微變化都表明有什麼動作變化。
在三個月的時間裡，穆恩在完全看不到人臉的情況下拜訪了歐洲的幾個城市。

### 速度感知 (Speedborg)
在2008年，穆恩製作了一個「速度錶手套」，使她能夠通過手部振動來感知周圍任何動作的準確速度。 她戴著手套幾個月，並能夠根據振動間隔感知不同的速度。隨後，她將手套換成了一對耳環，每當她周遭出現動作時就會振動。穆恩帶著她的「速度感知耳環」在歐洲旅行，以了解不同城市市民的平均行走速度。《歐洲速度》(The Speeds of Europe)是一部展示了她的研究成果視頻舞蹈，其內容展示了她的研究成果，例如，倫敦和斯德哥爾摩市民以大約6.1 km / h的平均速度行走，而羅馬和奧斯陸人則以4 km / h的平均速度行走。
到2009年，穆恩不僅能夠檢測到任何人在她面前行走的確切速度，還可以檢測到自己的速度。

### 360°感知 (360°Perception)
在2010年，穆恩探索了通過轉動速度感知耳環來感知在她身後的運動的可能性。來自巴塞隆那La Salle的學生進一步開發了耳環，增加了4個額外的傳感器，以便通過圍繞頭部的振動獲得360°的運動感。

## 賽博格基金會
在2010年，穆恩·里巴斯和內爾·哈維森創立了賽博格基金會（另一分支為賽博格藝術組織），該國際組織鼓勵人類成為改造人，其目標為透過創造並植入傳感器至人體內以擴展人類的感官能力、推廣賽博格藝術以及保護改造人的權利。

## 腳註
1. ↑  Registre El Maresme Número 503, Verano 1985
2. ↑  Staff, C. N. N. . CNN Style. 2018-10-23  [2019-12-05]. （原始内容存档于2019-11-28） （英语）.
3. ↑  Garcia, Gabriella "The woman who can feel every earthquake in the world" （页面存档备份，存于）, "Hopes&Fears", 17 de octubre 2015.
4. ↑  Nadja Sayej, "World's first cyborg artist can detect earthquakes" （页面存档备份，存于）, Vice, 2016
5. ↑  García, F.C. "Nace una fundación dedicada a convertir humanos en ciborgs" （页面存档备份，存于）, La Vanguardia, 1 de marzo de 2011.
6. ↑  Suzuki, Hiromi "Transpecies Identities" （页面存档备份，存于）, Wired, Japan, 1 January 2018.
7. ↑  Ploeger, Lieke. "Re:publica 2013: In/sideout" （页面存档备份，存于）, Research in the National Library of the Netherlands, 22 May 2013.
8. ↑  "Neil Harbisson, Moon Ribas" （页面存档备份，存于） Revista Antic Teatre p.52-53, Diciembre 2010
9. ↑  Angelis, Emma. "From Human to Cyborg" （页面存档备份，存于）, FGMagizine, 27 February 2014.
10. ↑  Bandzimiera, Krystian. "Because Cyborgs Can Dream Too" （页面存档备份，存于）, Mercedes-Benz mb!, 29 August 2013.
11. ↑  Delatte, Marta. "Sentirse tecnología: la cibernética y el futuro de la sensualidad" （页面存档备份，存于）, Playground, 20 January 2014.
12. 1 2  . CNN Style. 2018-10-23  [2018-10-25]. （原始内容存档于2018-10-25） （英语）.
13. ↑  Davis, Sally. "Encounters with the Posthuman" （页面存档备份，存于）, Nautilus, 29 April 2013.
14. ↑  "Waiting for Earthquakes" （页面存档备份，存于）, Eventot, 28 March 2013
15. ↑  Bojka "Katalonci "čudnim zvukovima" odredili boju Zagreba" （页面存档备份，存于） Lupiga, 29 de noviembre de 2007.
16. ↑  Solon, Olivia. "The Cyborg Foundation: we urge you to become part-machine" （页面存档备份，存于）, Wired, 30 October 2013.
17. ↑  Marković, Stjepan. "Prvi sluzbeni covjek kiborg cuje trideset i sest boja" （页面存档备份，存于） 24sata (Croatia) pp.12-13, 17 de diciembre de 2007
18. ↑  Björg, Johanna "Human Cyborg Project Wins Grand Prize in Filmmaker Competition" （页面存档备份，存于）, Goodlifer, 28 January 2013
19. ↑  Mügge, Marvin. "How to become a cyborg" （页面存档备份，存于）, Weltenschummler, 8 May 2013.
20. ↑  .   [2014-04-16]. （原始内容存档于2014-11-22）.
21. ↑  Pau, Merce. "Medio humano, medio maquina" （页面存档备份，存于）, La Vanguardia, 28 February 2014.
22. ↑  Oremus, Will. "Choose your own sixth sense" （页面存档备份，存于）, Stuff.co.nz, 15 March 2013.
23. ↑  http://www.bbc.co.uk/programmes/p014nk5w （页面存档备份，存于） "What if... we could all become cyborgs?", BBC World Service, 25 February 2013
24. ↑  Redacción "Una fundación se dedica a convertir humanos en ciborgs" （页面存档备份，存于） El Comercio (Peru), 1 de marzo de 2011.
25. ↑  Merchant, Brian. "What it’s like to be a cyborg, as explained by a cyborg" （页面存档备份，存于）, Motherboard, 8 May 2013.